# Gabriel Campillo
Gabriel Campillo (* 19. Dezember 1978 in Madrid) ist ein spanischer Profiboxer und ehemaliger WBA-Weltmeister im Halbschwergewicht. 
Sein erster Kampf am 9. Februar 2002 endete ohne Wertung. Am 20. Juni 2009 besiegte er den Argentinier Hugo Hernán Garay in Sunchales knapp nach Punkten und gewann dadurch überraschend den WBA-Weltmeistertitel. Mitte August 2009 verteidigte Campillo seinen Titel gegen den Kasachen Beibut Schumenow, der erst seinen neunten Profikampf bestritt, verlor jedoch den Rückkampf und damit seinen Titel am 29. Januar 2010 an Schumenow. 2011 boxte er gegen Karo Murat unentschieden.
Beim Kampf um den IBF-WM-Titel im Halbschwergewicht verlor er im Februar 2012 knapp nach Punkten gegen Tavoris Cloud. Im Januar 2013 unterlag er gegen Sergei Kowaljow und im April 2015 gegen Artur Beterbijew.
Weitere Titel, die er gewann, sind der Spanische Meistertitel im Halbschwergewicht, der EU-Titel im Supermittelgewicht und der Nordamerika-Titel der WBO. Einen EM-Kampf im Supermittelgewicht gegen Karo Murat verlor er.